# HD84203
HD84203 — хімічно пекулярна зоря спектрального класу
A3 й має видиму зоряну величину в смузі V приблизно 10,0.